# ناحیه استور
ناحیه استور (به انگلیسی: Astore District) یکی از ناحیه‌های پاکستان در پاکستان است که در ایالت گلگت-بلتستان واقع شده‌است. ناحیه استور ۵٬۰۹۲ کیلومتر مربع مساحت و ۷۱٬۶۶۶ نفر جمعیت دارد.